# Orimarga subcostata
Orimarga subcostata är en tvåvingeart som beskrevs av Alexander 1955. Orimarga subcostata ingår i släktet Orimarga och familjen småharkrankar.
Artens utbredningsområde är Bolivia. Inga underarter finns listade i Catalogue of Life.